# Skygge
 For alternative betydninger, se Skygge (flertydig). (Se også artikler, som begynder med Skygge)
En skygge er et område som er mindre belyst end omgivelserne på grund af at et lysbrydende objekt er placeret i mellem området og en lyskilde. Man siger at objektet kaster skygge. Lyskilden kan f.eks. være solen, et stearinlys eller en lampe. Skygger tager form efter det lysbrydende objekt, dog kan skyggen være deformeret eller forvredet afhængig af strukturen af underlaget den falder på, og afhængig af vinklen hvormed lyset rammer objektet. Jo mindre vinklen er mellem lysets retning og den overflade som skyggen falder på, desto længere er skyggen. Dette ses f.eks. sidst på eftermiddagen og om aftenen, når solen er ved at gå ned bag horisonten. Hvis lyskilden befinder sig meget tæt på objektet bliver skyggen meget stor.
Kanten på en skygge vil være mere veldefineret i skarpt lys end i svagt. Dette skyldes at lyset spredes. Hvis lyset falder tæt ind på kanten af et objekt som befinder sig tæt ved den overflade den kaster skygge på, vil skyggens kant være meget skarp.
Ved en måneformørkelse er jorden det lysbrydende objekt og kaster skygge på månen.

## Brug af skygge i kunsten
Billedkunstnere har altid været inspireret af lys/skygge-virkninger. Dette ses tydelig ved relieffer og tredimensionale fremstillinger som statuer og skulpturer, hvis placering i forhold til lyskilderne bidrager til den endelige virkning.
I malerkunsten bruger kunstnerne ofte gråtoner til at skabe en tredimenional effekt ved at efterligne skyggevirkningerne. For malerkunsten som efterligner naturen, er det vigtig at lægge mærke til farvetonerne på skyggepartierne (der er ofte et blåtonerr fra himmellyset, men også farvereflekser fra omgivelserne som er belyst).

## Andre typer af skygger
I overført betydning anvendes ordet som en form for stråling, f.eks. radioskygge, der er radiosignaler der f.eks. bliver standset af et bjerg og derfor ikke kan modtages.
Udtrykket regnskygge beskriver situationen i et område, som ligger i ly af en bjergkæde og derfor får mindre nedbør, end det er normalt for regionen.